# Durmignat
Durmignat är en kommun i departementet Puy-de-Dôme i regionen Auvergne-Rhône-Alpes i centrala Frankrike. Kommunen ligger i kantonen Montaigut som tillhör arrondissementet Riom. År 2022 hade Durmignat 214 invånare.

## Befolkningsutveckling
Antalet invånare i kommunen Durmignat
| Referens: INSEE |